# Potentiel (nouvelle)
Pour les articles homonymes, voir Potentiel.
Potentiel (Potential) est une nouvelle de science-fiction écrite par Robert Sheckley, publiée en novembre 1953 dans Astounding Science Fiction.

## Publications

### Publications aux États-Unis
La nouvelle a été publiée pour la première fois aux États-Unis en novembre 1953 dans Astounding Science Fiction.
Elle a ensuite été publiée dans diverses anthologies ou divers recueils, notamment dans Shards of Space (1962, rééditions en 1966 puis 1971), et dans The Collected Short Fiction of Robert Sheckley (plusieurs éditions).

### Publications en France
La nouvelle a été publiée en France dans l'anthologie Douces Illusions (p. 189 à 209), parue en 1978. Le recueil a fait l'objet d'une réédition en 1987.

### Publications dans d'autres pays
La nouvelle a aussi été éditée :
- en italien sous le titre Potenziale (1973),
- en allemand :
  - sous le titre Der Auftrag (1986),
  - sous le titre Potential (1987).

## Résumé
Sortant de biostase, un homme se réveille, seul, dans un vaisseau spatial vide. Il est amnésique : quel est son nom, son prénom ? pourquoi est-il là ? Il visionne des films de l’ordinateur et apprend son identité (« Ran Ellis ») et le fait qu'il a dû quitter la Terre en catastrophe, peu avant sa pulvérisation au moment où le soleil allait devenir nova. Il sait que beaucoup d'humains ont mis leur confiance en lui, mais il ignore quelle est sa mission. Aucun des films n'en parle ! 
Le vaisseau est en approche d'une planète habitable d'un système stellaire. Son vaisseau se pose et Ran est accueilli par les aliens humanoïdes locaux, qui se montrent sympathiques et prévenants à son égard. Au fur et à mesure que les jours passent, un élément important lui revient à l'esprit : sur Terre, il était psychiatre. Il demande à visiter des malades psychotiques et accepte de les avoir en face-à-face. Il découvre alors à sa grande surprise qu'il est capable de transmettre son esprit dans celui des malades, et plus précisément de faire pénétrer dans l'esprit des malades autochtones les âmes d'humains qui avaient été intégrées dans son cerveau ! Sont donc « réanimés » par transfert dans les esprits des malades, les âmes de ses collègues psychiatres qu'il connaissait sur Terre. Ceux-ci lui révèlent que face à l’explosion du soleil, on a emmagasiné des âmes d'humains pour les loger dans son cerveau. Le plan est que quelques millions d'humains soient donc « installés » dans les esprits de déficients mentaux autochtones, puis cette mission effectuée, le vaisseau reprendra sa route avec son bord Ran Ellis, afin de continuer son œuvre fécondante sur d'autres planètes. 
Ran demande combien d'âmes il « transporte » en lui. À cette question, la réponse, qui forment les deux dernières phrases de la nouvelle, est la suivante : « Eh bien, la population du globe était de l'ordre de quatre milliards. Vous les avez tous ! ».